# Utvrda od kamena (Tuzla)
Utvrda od kamena, utvrda u Tuzli iz osmanskog vremena. Podignuta je u središtu utvrde Palanke. Vrijeme gradnje ove omanje kamene utvrde bilo je tijekom druge polovine 18. stoljeća. Namjena je bila isključivo vojna. Bila je pravokutna oblika. Bedem je bio od kamena i visok i na njemu nekoliko kula. Druga polovica 19. stoljeća značila je kraj za ovu tvrđavu. Tada su i ostale osmanske osmanske utvrde u Bosni i Hercegovini napuštene i srušene. Od ostatka ove tvrđave sagrađena je zgrada Kamenog suda (1868. ili 1871.), podzid rijeke Jale i inih zgrada.